# Seglora församling
Seglora församling är en församling i Kinnarumma pastorat i Redvägs och Ås kontrakt i Skara stift. Församlingen ligger i Borås kommun i Västra Götalands län.

## Administrativ historik
Församlingen har medeltida ursprung.
Den 1 januari 1969 överfördes från Seglora församling till Kinna församling ett område med 483 invånare och omfattande en areal av 2,61, varav 2,60 land. I området ingick hela tätorten Rydal.
Församlingen var till 1940 moderförsamling i pastoratet Seglora, Kinnarumma, Fritsla och Skephult. Från 1940 till 1962 var den annexförsamling i pastoratet Fritsla, Seglora, Kinnarumma och Skephult, från 1962 annexförsamling i pastoratet Kinnarumma och Seglora. Pastoratet och de två församlingarna överfördes 2018 från Göteborgs stift och Marks och Bollebygds kontrakt till Skara stift och Redvägs och Ås kontrakt.

## Tidigare kyrkoherdar i Seglora pastorat[7]
- Lars Gudmundsson som lär uppsagt sin pastoratstjänst och blivit komminister i Källanäs i Kinnarumma, där han avled.
- Andreas Torkelsson (Torkilli) blev kyrkoherde i Seglora från 1621. Var först pastor vid Vesterplana vid Kinnekulle men utförde "föga uppbyggelse" och blev överförd till Seglora. Blev avsatt där efter "oreda med penningar" och blev istället kaplan i Seglora med boende på Viskarum i Kinna. Båda pastorerna skall varit trollkunniga och Andreas tog med sig 4 skäppor vinsäd "då han gället släppte mot församlingens och efterträdarens vilja".
- Per Argillanus var kyrkoherde i Seglora 1634-1669 och var sängliggande i 16 år. Gift två gånger, ena gången med dottern till Bengts i Aratorp. Argillanus ena dotter gifte sig med komminister Borin i Borås då hon endast var 13 år gammal.
- Sven Erici (Seglorin) var nästa kyrkoherde som endast genom hot om mässfall (inställande av gudstjänst därför att präst eller åhörare saknas) kunde förmå församlingen att bygga en stenmur runt kyrkogården istället för det ruttna staket som fanns där. Blev mördad en lördag 1695 när han red ut från Borås. Hans gäldenärer som inte ville betala, hade uppdragit en båtsman att utföra mordet. Erici blev nerdragen från hästen och ihjälslagen. Båtsmannen åkte fast först 1705 då han i samband med ett annat mord, även bekände mordet på Erici.
- Anders Bergenius från Berghem kom därefter. Avled 1720. Var den som såg till att en upprustning av tidigare träkyrkan skedde.
- Nils Lindberg var kyrkoherde i Seglora 1720-1757.
- Andreas Kollinius från Starrkärr död 1776. Hade egenheten att dela in nattvardsbarnen i tre klasser efter kunskaper; indela kyrktagna fruntimmer i tre klasser: äkta hustrur kyrktagna framför altaret, de som kommit för tidigt i kyrkgången och övriga i kyrkporten.
- Sven Hjerton. I Seglora 1877-1809. var även riksdagsman, prost och teologie doktor. Var gift med sin kusin. Av fem barn överlevde två som var sinnessvaga.
- Haqvin Petersson från Torsred i Kinnarumma. I Seglora 1812-1824. Hans bostad blev förfallen då han inte förstod att sköta det. Dog av gikt och slag. Änkan född Schale levde till 90 år. Barnen hade eländare förhållanden. En son levde i en backstuga 1866 arbetande med renskrivningbokbinderi aoch annat, till försörjning.
- Magister Johan Birger Schånberg, född i Sätila 1784. I Seglora 1827-1865. Prost och utnämnd teologie doktor. Lät tidigt uppmura i sten ett välvt rum med järndörr för pastorsarkivet. Hade ett enkelt och gästritt hus. Uppskattad av församlingen. En lät uppföra en vård på hans grav. Hade tre söner.
- Alfred Ljungqvist, pastor, i Seglora 1866-1880. En god ekonom med välskött pastorsexpedition. För sin barskhet inte särskilt gillad. Hade långvarig hjärtlidelse som ändade hans liv. Gift med Inga Catharina Nyberg och fick 7 barn.
- Isak Korlén, bondson från Tegneby. Pastor i Seglora 1880-1897. Om honom blandat omdöme bland pastoratsborna. Vid hans begravning hölls inte i heller ett minnestal av någon av de församlade prästerna, som brukligt var.

## Tidigare komministrar i Seglora pastorat[8]
- Benidicti Petri, född 1628. I Seglora 1678-1708.
- Sven Florenius, född 1677 i Grimekulla. I Seglora 1708-1759. "Var trogen i ämbetet och lustig i umgänge".
- Petrus Florenius, son till Sven F. Född 1712. I Seglora 1759-1767. Var "en ståtlig messeman, stark i hälsa, men dog oförmodat i hetsig feber".
- Carl Hedelius, född i Hessered 1705. Inte student förrän vid 35 års ålder. Prästvigd vid 58 års ålder. I Seglora 1769-1792. Blev 87 år. Var fullt frisk till slutet. Änkan dog år 1800, 80 år gammal på Fåragården.
- Erik Treslow, född i Berghem 1749. I Seglora 1792-1822. Var stillsam och medgörlig och omtyckt som from och nitisk vid skolarbetet. Predikade inte så väl. Gifte sig med företrädaren Carl Hedelius dotter. Hon dog dagen efter sin mor på Fåragården i barnsäng med nyfödde sonen. Treslow blev omgift och fick en son Carl Ulric som blev klockare i Kinnarumma efter faderns död 1822.
- Lars Jakob Molin, född i Dalstorp 1787. I Seglora 1825-1849. Från prästbostället Finabo (tidigare Svinabo innan det blev byggt) flyttade han år 1880 till eget hemman Flenstorp Västergård i Kinnarum.
- Lindskog, som sedan var kyrkoherde i Träslöv.
- Ljungman som sedan var (eller varit) kyrkoherde i Bro.
- Clas Persson Ljungh, född 1842. Son till en handlande i Ginrid. Student 1863, prästvigd 1871, komminister 1878. I Seglora från 1880.

## Kyrkor
- Seglora kyrka
- Seglora kyrka till 1903